# Gino Peak
Der Gino Peak ist ein 623 m hoher Berg im Südosten der Adelaide-Insel westlich der Antarktischen Halbinsel. Er ragt am östlichen Ende der Stokes Peaks auf.
Die Benennung des Bergs geht auf Personal des British Antarctic Survey auf der Rothera-Station in den 1980er und 1990er Jahren zurück. Namensgeber ist ein Schlittenhund.